# Sarah Murphy (natation)
Pour les articles homonymes, voir Sarah Murphy.
Sarah Jane Murphy, née le 5 septembre 1975, est une nageuse zimbabwéenne.

## Carrière
Sarah Murphy remporte trois médailles d'or aux Jeux africains de 1991 au Caire, sur 100 et 200 mètres dos ainsi que sur le relais 4 x 100 mètres quatre nages.
Elle dispute ensuite les Jeux olympiques d'été de 1992 à Barcelone, nageant les séries du 100 et 200 mètres dos.